# 笼基

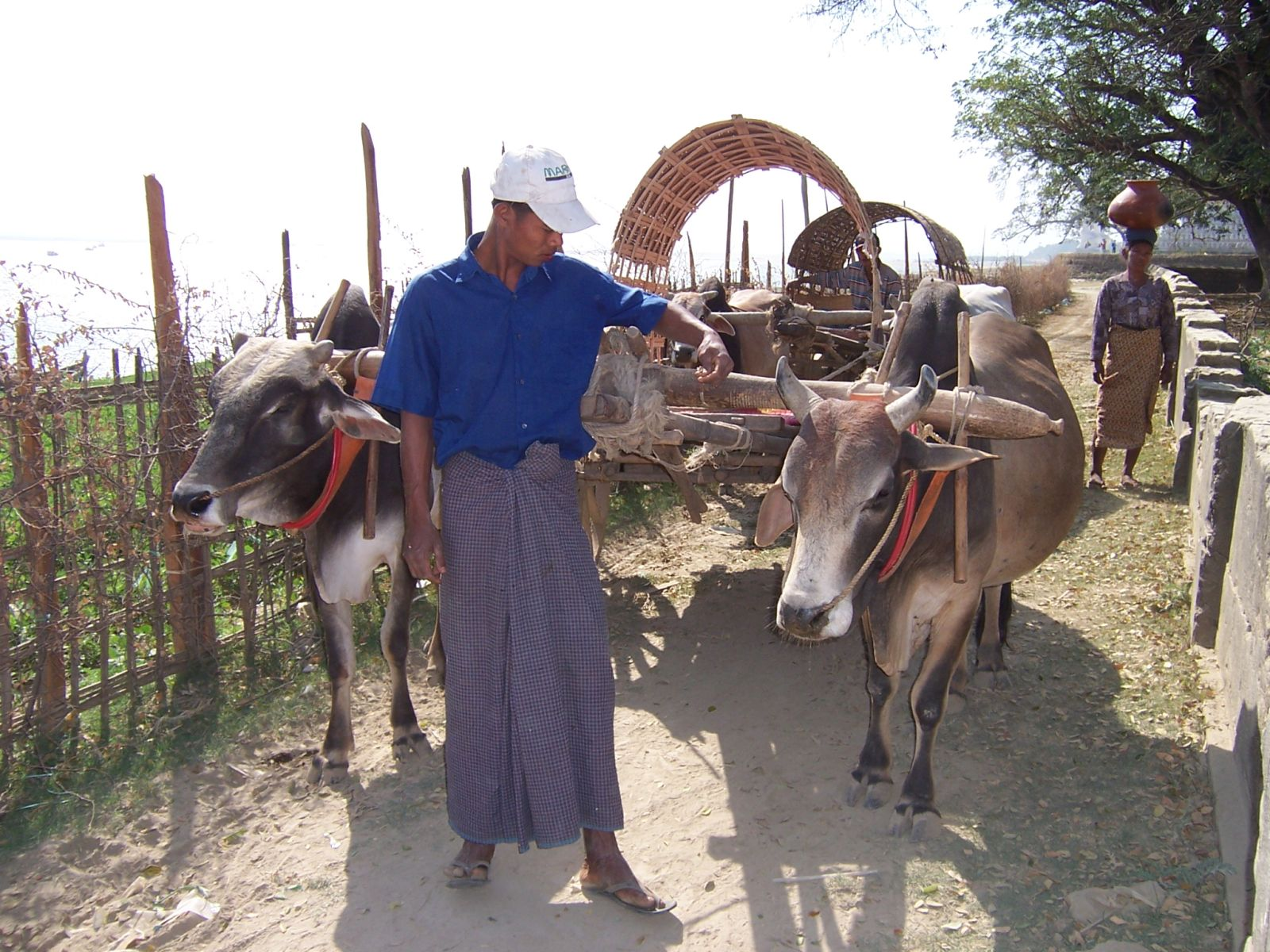
穿笼基的缅甸男子

笼基是缅甸人所穿的筒裙，由繫在腰间的一块长方形的布组成，有時亦會把布折疊到膝蓋以更舒適。缅甸女子所着筒裙称作“特敏”（英語：Tamane）。缅甸人认为妇女筒裙为不洁，故严禁把女子筒裙晾晒于超过人头的高处。
在東南亞（柬埔寨，緬甸和泰國）、印度、巴基斯坦、尼泊爾、孟加拉國等地亦可見到一些類似於籠基的服裝，在印度一帶被稱為籠吉、longi、kaili或紗籠。